# Vertigo (Walibi Belgium)

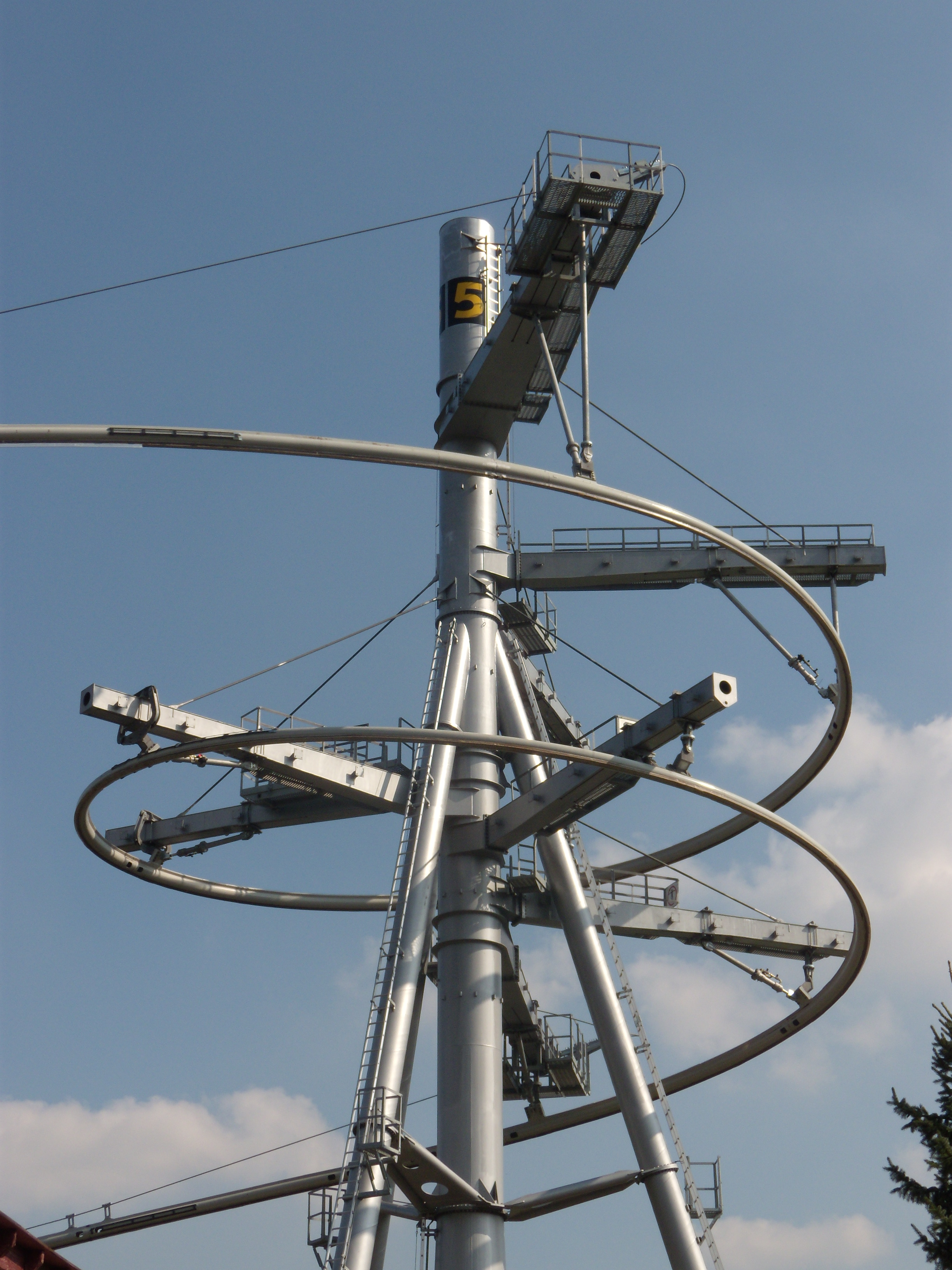
Structure d'une hélice du parcours.

Pour les articles homonymes, voir Vertigo.
Le Vertigo  était une attraction prototype développée pour le parc Walibi Belgium (anciennement Walibi Wavre et Six Flags Belgium) par la société Doppelmayr. L'aménagement paysager et architectural a été conçu par l'agence d'architecture AgwA.
Cette attraction suit un principe qui se situe à mi-chemin entre le téléphérique et les montagnes russes. Les visiteurs prennent place dans une nacelle qui se compose de quatre sièges ; celle-ci se balance en avant et en arrière, avançant sur une armature de fer à forme de tube, qui elle-même est retenue par un câble pour ainsi se positionner dans la partie ascenseur de l'attraction. Les sièges sont ainsi amenés à une hauteur d'environ 55 mètres. Les nacelles sont ensuite lâchées par le processus de freinage de l'ascenseur pour ainsi parcourir une balade à grande vitesse qui est d'environ 60 km/h sur une distance d'environ 722 mètres pour finalement revenir à la gare de l'attraction.
Construite début 2006, ouverte en juin 2007 et inaugurée en juin 2008, elle fut fermée à peine une semaine plus tard à la suite d'une usure prématurée de certaines pièces. Des tests eurent lieu en septembre, mais peu convaincants, l'attraction fut démontée courant décembre 2008.

## Parcours
La gare de l'attraction était située là où se trouvait auparavant l'attraction Tornado, un modèle de Corckscrew with Bayerncurve du constructeur Vekoma. Le Vertigo survolait deux parties différentes du parc qui sont Lucky Luke City et la zone Bob et Bobette.

## Particularités de l'attraction
Le Vertigo est une attraction unique au Monde. Elle est munie d'un système de balisage de chaque nacelle qui permet une parfaite synchronisation des différentes nacelles les unes par rapport aux autres (la seule attraction à utiliser une technologie comparable est Pooh's Hunny Hunt, ouverte en 2000 à Tokyo Disneyland). Elle utilise la technologie Wi-Fi pour localiser les nacelles et sécuriser l’attraction. Des blocages sont prévus si les capteurs Wi-Fi ne reçoivent pas le signal d'une nacelle au moment prévu sur son parcours. En outre, si les capteurs reçoivent un signal parasite ou anormal en général, qui peut avoir été émis par un GSM, une radio ou encore causé par un insecte se posant sur un capteur, elle stoppe également, ce surplus de sécurité expliquant ses nombreuses interruptions.

## Aménagement paysager et architectural
L'aménagement paysager et architectural a été confié à l'agence d'architecture AgwA. Il fait usage de matériaux industriels tels que l'acier galvanisé, des caillebotis métalliques et des panneaux de polycarbonate à parois multiples de différentes teintes bleues. Le Vertigo a été présenté au sein de l'exposition « (Re)nouveaux plaisirs d'architecture #2, 6 figures émergentes de l'architecture en Communauté française de Belgique » en 2007 à La Cambre architecture à Bruxelles, ainsi que dans le cadre de l'exposition « Collection d'architectures » au Centre Wallonie-Bruxelles à Paris en 2007. En 2015, les conteneurs formant la boutique du Vertigo sont récupérés par la Verbeke Foundation à Kemzeke afin d'en faire un espace de lecture et la librairie de la fondation d'art.

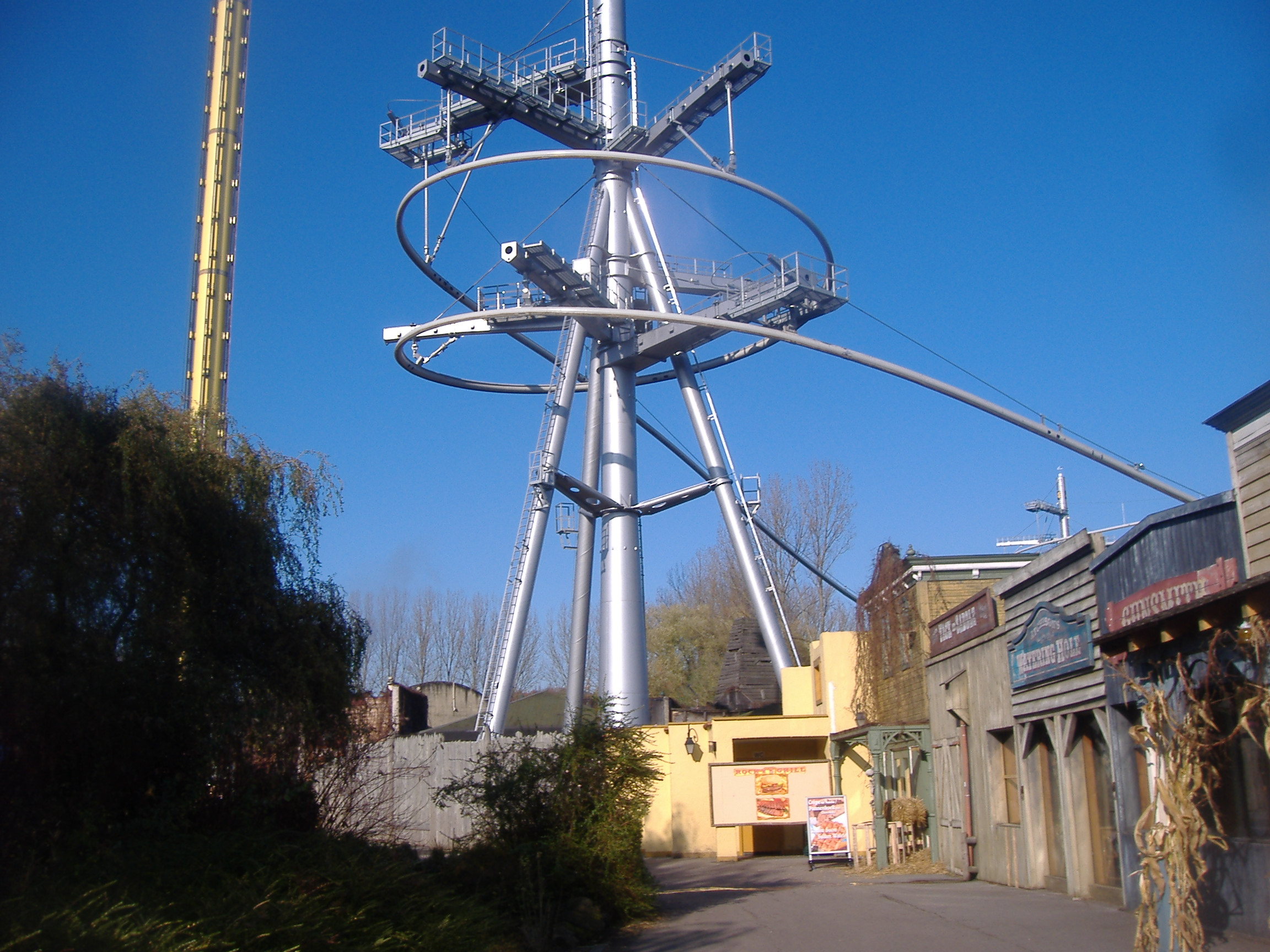
Un des supports du Vertigo.

## Les problèmes techniques
L'attraction fut en proie à de nombreux problèmes techniques tels ceux qui sont survenus le 31 juillet 2007. L'attraction est alors restée coincée pendant environ une heure. Le lendemain, l'attraction a subi un problème similaire mais qui a duré moins longtemps. 
L'attraction a atteint un rendement moyen d'environ 400 personnes par heure avec des pointes à 600 personnes, ce qui est insuffisant pour une nouveauté telle que celle-ci, qui plus est unique au monde : normalement, elle aurait dû atteindre les 800 personnes par heure.
Le 24 juin, le parc a décidé de fermer l'attraction pour le reste de la saison 2008. En effet, des problèmes d'usure prématurée sur certaines pièces des nacelles ont été détectés. 

## Fermeture définitive

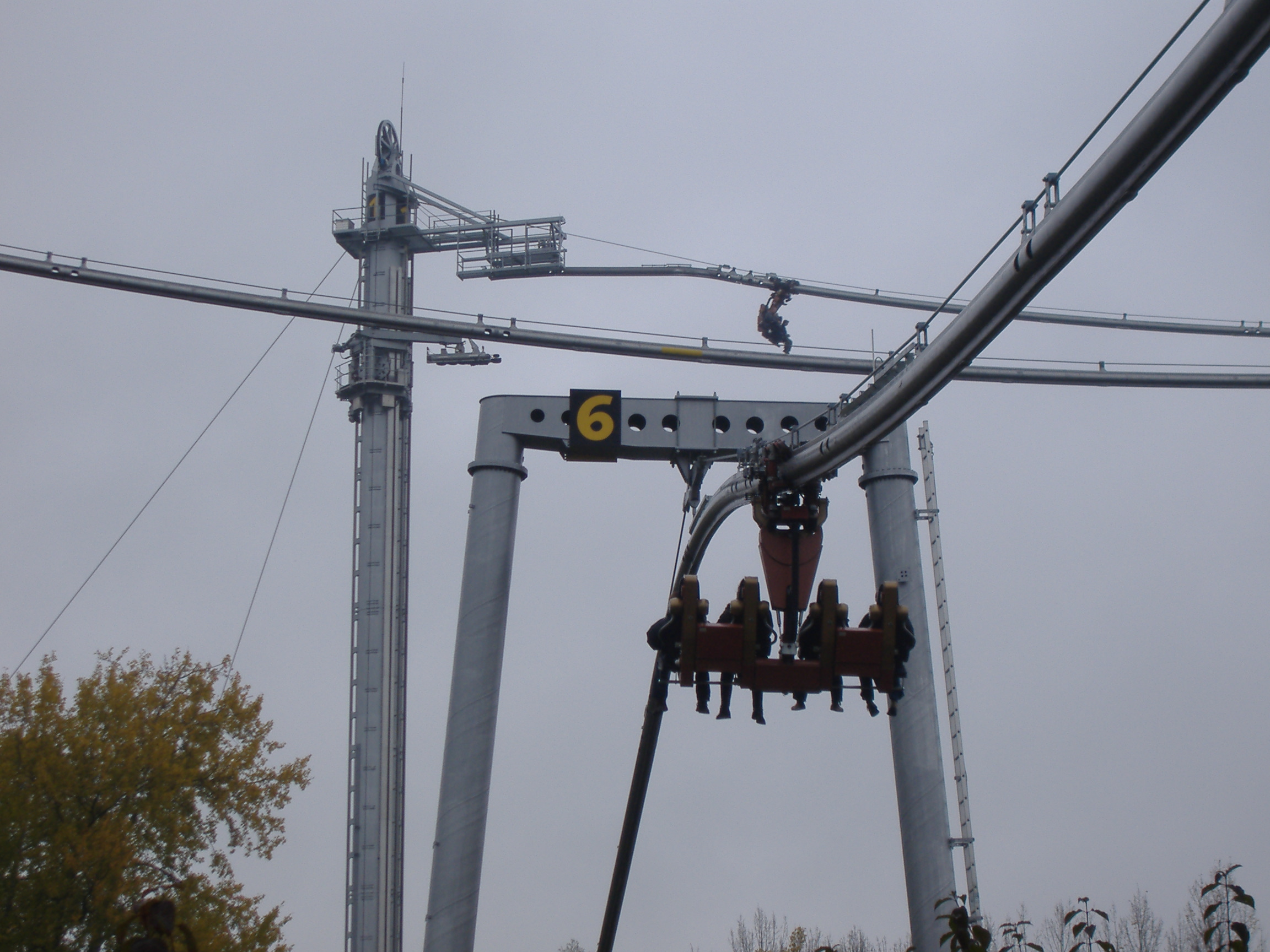
Une nacelle sur le Vertigo en 2007.

En octobre 2008, le parc a annoncé la fermeture définitive et le démontage de l'attraction à la suite des différents problèmes survenus.

## Fiche technique

### Parcours
| Type     | Longueur   | Hauteur maximale | Vitesse maximale | Type de propulsion          | Nombre de gare |
| -------- | ---------- | ---------------- | ---------------- | --------------------------- | -------------- |
| Suspendu | 722 mètres | 55 mètres        | ± 60 km/h        | Ascenseur tournant vertical | Une            |

### Trains
| Nombre de Wagons par train. | Protections  | Nombre de passagers par wagon |
| --------------------------- | ------------ | ----------------------------- |
| Wagon individuel            | Horse collar | Quatre                        |